# Manuel Rojas (escritor)
Manuel Rojas Sepúlveda (Buenos Aires, Argentina; 8 de enero de 1896-Santiago, Chile; 11 de marzo de 1973) fue un escritor chileno, autor de más de una veintena de libros, que abarcaron cuentos, novelas, poemarios y ensayos. Es reconocido principalmente por su obra Hijo de ladrón, primer libro de la que sería una tetralogía sobre su protagonista Aniceto Hevia. En 1957 fue reconocido con el Premio Nacional de Literatura. 
Aunque se le recuerda por su adhesión al anarquismo, militó entre 1950 y 1952 en el Partido Socialista Popular, escisión del Partido Socialista de Chile contraria a la Ley de Defensa Permanente de la Democracia, en que se proscribió al Partido Comunista de Chile promulgada en Chile en 1948 por el presidente Gabriel González Videla.

## Biografía

### Infancia
Hijo de los chilenos Manuel Rojas  y Dorotea Sepúlveda González, nació en Buenos Aires, en la calle Combate de los Pozos, N.º 1678, actual barrio Parque Patricios. Cuando tenía tres años, en 1899, la familia se instala en Santiago de Chile, pero al fallecer su padre, su madre retorna con él a la capital argentina en 1903, dos años después de enviudar.
Autodidacta, Manuel Rojas estudió en la escuela sólo hasta los 11 años. Vive con su madre en distintas casas de inquilinato de los barrios de Caballito, Flores y Boedo; en 1908 se mudan a Rosario y, en 1910, a Mendoza.
Manuel Rojas se radica definitivamente en Chile en abril de 1912. En esos años de esfuerzos y penurias, desempeña variados oficios: pintor, electricista, estibador, cuidador de faluchos en Valparaíso, vendimiador, peón del Ferrocarril Trasandino, talabartero, aprendiz de sastre, actor en compañías teatrales, entre otros.

### Juventud
Empieza a colaborar con los diarios anarquistas La Protesta de Buenos Aires y La Batalla de Santiago, donde escribe crónicas sobre política, educación y sociedad (en 2012, para el centenario del retorno a Chile, Jorge Guerra, presidente de la Fundación Manuel Rojas, recopila los textos del periódico chileno, los cuales firmaba unas veces con su nombre y otras con el seudónimo de Tremalk Naik, en la antología Un joven en la batalla).

### Inicios como escritor

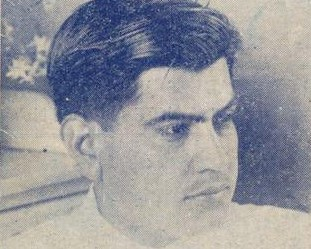
Manuel Rojas (ca. 1935)

Su primera publicación literaria fue un poema —el soneto Gusano—, que apareció en 1917 en la revista Los Diez, perteneciente al grupo homónimo; cuatro años más tarde, en 1921, a su paso por Mendoza integrando una compañía de teatro, publicó un poemario bajo el nombre de Poéticas en la revista Ideas y Figuras.
Al año siguiente obtendrá su primer galardón con su cuento «Laguna», que gana el segundo premio en el concurso de la revista bonaerense La Montaña. Su primer libro de cuentos, Hombres del Sur, aparece en 1926.
En 1928, el mismo año que muere su madre y que es contratado como bibliotecario de la Biblioteca Nacional de Chile, se casa con la profesora y poeta María Baeza —con quien tendrá tres hijos, y cuya muerte inspirará el poema Deshecha rosa—, y al año siguiente sale su segundo libro de cuentos, El delincuente, que incluye el célebre «El vaso de leche» (años más tarde sería reeditado por Zig-Zag con el título de El delincuente, el vaso de leche y otros cuentos). Su primera novela, Lanchas en la bahía, que había escrito en 1930, aparece en 1932.
En 1936 publicó su segunda novela, La Ciudad de los Césares, fallece su esposa y asume como director de la imprenta de la Universidad de Chile. Años más tarde, Rojas declararía en una entrevista su arrepentimiento por haber escrito esta novela, por encontrarla no solo «mala», sino además demasiado ficticia. «El escritor es hijo de su experiencia. Un escritor sin experiencia es un ente inconcebible», sostenía.
En 1941 Rojas se casa con Valerie López Edwards.

### Madurez literaria

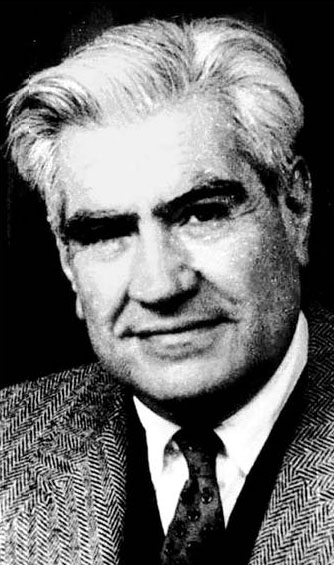
Manuel Rojas.

Rojas publicó en 1951 su obra cumbre, Hijo de ladrón, con la que "abre un nuevo rumbo a la novela chilena". Dos años antes, había sacado un fragmento de esta obra en la revista Babel, de la que era colaborador habitual, y posteriormente aparecerán en esa revista las páginas excluidas de la novela. Rojas había obtenido mención honrosa en el concurso de la Sociedad de Escritores de Chile (SECH), al que había presentado la novela con el título de Tiempo irremediable y el seudónimo de Torestin. El cambio de nombre lo hizo a sugerencia del escritor Enrique Espinosa. Con Mejor que el vino (1958), Sombras contra el muro (1964) y La oscura vida radiante (1971), Hijo de ladrón forma una tetralogía de aprendizaje que tiene como protagonista a Aniceto Hevia.
En su faceta política, Rojas ingresó al Partido Socialista Popular en 1950. Abandonó la colectividad luego que esta le diera su apoyo a Carlos Ibáñez del Campo en la elección presidencial de 1952.
En 1957 Manuel Rojas fue galardonado con el premio nacional de Literatura.
En 1961 viajó a Estados Unidos contratado como profesor. En Ciudad Juárez se casó con su alumna norteamericana Julianne Clark, residiendo ambos cerca de un año en el Distrito Federal donde escribió Pasé por México un día (1965), libro basado en sus lecturas sobre la literatura y la historia mexicana, así como en sus vivencias en este país. Cuatro años después emprendió una gira por Europa, visitando España, Portugal, Francia, Rusia e Inglaterra. En 1966 fue a Cuba, inicialmente como delegado chileno, junto a Salvador Allende, a la Conferencia Tricontinental, y luego participó como miembro del jurado del concurso de novela de Casa de las Américas. Desde Cuba viajó a Europa y visitó España, Portugal, Italia, Francia, Inglaterra, Checoslovaquia y Rusia, regresando a Chile a través de los Estados Unidos. Las traducciones de sus libros se multiplicaron. En 1969 fue invitado a Israel y ese mismo año publicó sus impresiones de dicho país en el libro Viaje al país de los profetas.
Rojas escribió en Los Tiempos y Las Últimas Noticias con el seudónimo de Pedro Norte y realizó crítica literaria en Las Noticias de Última Hora. Fue profesor en la Universidad de Chile, director de los Anales de dicha casa de estudios y presidente de la SECH (1936).
Sobre la importancia del autor, el portal cultural Memoria Chilena dice: 

Manuel Rojas fue un escritor autodidacta que revolucionó la forma narrativa, rechazando el realismo tradicional del naturalismo y criollismo en boga hasta la fecha, cambiando las estructuras y el lenguaje tanto como la sensibilidad de los personajes y las situaciones narrativas [...] Introdujo el monólogo interior (o corriente de la conciencia) en su novela Hijo de ladrón, en forma más específica en el fragmento conocido como “La herida”. Es la primera vez que en la narrativa chilena aparecen en forma consciente los procedimientos utilizados en la novela anglosajona, sobre todo por James Joyce y William Faulkner. Otro rasgo importante en las innovaciones narrativas que aportó a la literatura nacional, es la incursión sicológica y existencial en sus personajes, situados en la condición de marginalidad social, personajes tales como ladrones, pescadores, aventureros, actores de teatro, bohemios, anarquistas, obreros revolucionarios y adolescentes en su proceso de formación.

En 1969, tras separarse de Juliana Clark, empezó a escribir la que sería su última novela: La oscura vida radiante, la cual fue publicada en Buenos Aires en 1971, año en que además viajaría a Cuba y España. Por su contenido, la dictadura de Pinochet impidió que esta obra fuera editada en Chile, lo que sólo se hizo más de diez años después, en 1982. Durante el gobierno de la Unidad Popular fue colaborador permanente del diario Clarín de Santiago.
Rojas murió en Santiago el 11 de marzo de 1973 a los 77 años de edad, víctima de un cáncer. A sus funerales asistieron numerosas personalidades de Chile, entre ellas, el presidente Salvador Allende y el Senado le rindió un homenaje. El senador comunista Volodia Teitelboim diría:

Manuel Rojas muere físicamente, pero mañana seguirá siendo una columna indispensable en la literatura chilena. Él fue amante de la verdad y dijo siempre lo que pensaba. Fue un hombre tierno, de corteza muy dura.

Por deseo suyo, su cuerpo fue cremado y sus cenizas enterradas en el Cementerio General de Santiago. 
En 2012 se instituyó el Premio Iberoamericano de Narrativa Manuel Rojas, galardón en su honor que otorga anualmente el Consejo Nacional de la Cultura y las Artes y que es patrocinado por la fundación que lleva el nombre del autor de Hijo de ladrón. Sus obras han sido traducidas a numerosos idiomas y forman parte de las lecturas obligatorias en los colegios de su país.

## Rojas y el cine
Algunas de sus obras han sido llevadas a la pantalla grande. Así, el cuento Un ladrón y su mujer, fue adaptado al cine con el mismo nombre por el director Rodrigo Sepúlveda. Estrenada en 2001, la película está protagonizada por Ramón Llao y Amparo Noguera.
En 2013 el director Pablo Vial estrenó el mediometraje Cuando se espera el sueño en el Santiago Festival Internacional de Cine, inspirado en el cuento Pancho Rojas. La película mezcla también pasajes de la vida real del escritor, que interpreta Álvaro Rudolphy.

## Premios y reconocimientos
- 1922: Segundo lugar en el concurso de la revista bonaerense La Montaña, por el cuento «Laguna»
- 1924: Segundo premio en el concurso de la revista Caras y Caretas, por el cuento «El hombre de los ojos azules»
- 1929: Premio Atenea de la Universidad de Concepción, por El delincuente
- 1929: Premio Marcial Martínez de la Universidad de Chile, por El delincuente
- 1930: Primer premio en el concurso del periódico La Nación, por Lanchas en la bahía
- 1957: Premio Nacional de Literatura
- 1958: Premio Mauricio Fabry, de la Cámara Chilena del Libro, por Mejor que el vino
- 1958: Ciudadano ilustre de Valparaíso

## Obras

### Novelas
- Lanchas en la Bahía, novela, prólogo de Alone, Zig-Zag, Santiago (1932)
- La Ciudad de los Césares, novela, Ercilla, Santiago (1936)
- Hijo de Ladrón, 1.ª novela de la tetrología de Aniceto Hevia, Nascimento, Santiago (1951)
- Mejor que el Vino, 2.ª novela de la tetrología de Aniceto Hevia, Zig-Zag, Santiago (1958)
- Punta de Rieles, novela, Zig-Zag, Santiago (1960)
- Sombras Contra el Muro, 3.ª novela de la tetrología de Aniceto Hevia, Zig-Zag, Santiago (1964); descargable desde Memoria Chilena
- La Oscura Vida Radiante, 4.ª novela de la tetrología de Aniceto Hevia; Sudamericana, Buenos Aires (1971); descargable desde Memoria Chilena (enlace roto disponible en Internet Archive; véase el historial, la primera versión y la última).

### Cuentos
- Hombres del sur, cuentos, prólogo de Raúl Silva Castro; Nascimento, Santiago (1926). Contiene 5 relatos:
  - «Laguna», «Un espíritu inquieto», «El cachorro», «El bonete maulino» y «El hombre de los ojos azules»
- El hombre de los ojos azules, cuento, Sociedad Boletín Comercial Salas & Cia., Santiago (1926)
- El delincuente, cuentos, Sociedad Chilena de Ediciones, Imprenta Universitaria, Santiago (1929) (reeditado años más tarde por Zig-Zag con el título de El delincuente, el vaso de leche y otros cuentos). Contiene 9 relatos:
  - «El delincuente»; «El vaso de leche»; «Un mendigo»; «El trampolín»; «El colocolo»; «La aventura de Mr. Jaiba»; «Pedro, el pequenero»; «Un ladrón y su mujer»; y «La compañera de viaje»
- Travesía, 9 cuentos, Nascimento, Santiago (1934). Contiene 9 relatos:
  - «Bandidos en los caminos», «El hombre de la rosa», «La suerte de Cucho Vial», «Canto y baile», «El León y el Hombre», «El fantasma del patio», «Historia de hospital», «Poco sueldo» y «El rancho en la montaña»
- El bonete maulino, cuentos, Cruz del Sur, Santiago (1943)
- Antología de cuentos, prólogo de Enrique Espinoza; Zig-Zag, Santiago (1957)
- El vaso de leche y sus mejores cuentos, Nascimento, Santiago (1959)
- El hombre de la rosa, cuentos, Losada, Buenos Aires (1963)
- Cuentos del Sur y Diario de México, Ediciones Eras, México (1963)
- Cuentos, Sudamericana, Buenos Aires (1970). En Chile el libro fue reeditado en 2016 por Ediciones Universidad Alberto Hurtado; Contiene un prólogo del autor —«Hablo de mis cuentos»— y 28 cuentos:
  - «Laguna»; «Un espíritu inquieto»; «El cachorro»; «El bonete maulino»; «El hombre de los ojos azules»; «El delincuente»; «El vaso de leche»; «Un mendigo»; «El trampolín»; «El colocolo»; «La aventura de Mr. Jaiba»; «Pedro, el pequenero»; «Un ladrón y su mujer»; «La compañera de viaje»; «Bandidos en los caminos»; «El hombre de la rosa»; «La suerte de Cucho Vial»; «Canto y baile»; «El León y el Hombre»; «El fantasma del patio»; «Historia de hospital»; «Poco sueldo»; «El rancho en la montaña»; «Una carabina y una cotorra»; «Pancho Rojas»; «Mares libres»; «Oro en el sur»; y «Zapatos subdesarrollados»
- El colocolo y otros cuentos, Ediciones Huracán, Editorial Arte y Literatura, La Habana (1977)
- Cuentos completos, con prólogo de Marcelo Mellado, Alfaguara, Santiago (2019)
  - Contiene todos los textos de Cuentos (Sudamericana, Buenos Aires, 1970) más 6 otros relatos: «Una pelea en la Pampa»; «Una historia sin interés»; «Tres alemanes y un chileno»; «Corazones sencillos»; «Nochebuena en Santiago»; y «El niño y el choroy»
- Cuentos completos, edición crítica a cargo de Ignacio Álvarez y con prólogo de este profesor; colección Biblioteca Chilena, Ediciones UAH, Santiago (2021)

### Poesía
- Poéticas, poemas. Edición monográfica de la revista Ideas y Figuras. Mendoza, Argentina (1921)
- Tonada del transeúnte, poesía, Nascimento, Santiago (1927)
- Desecha rosa, poesía, Universitaria, Santiago (1954)
- Esencias del país chileno, poesías, UNAM, México (1963)
- Su voz viene con el viento. Poesía reunida, recopilación, edición y prólogo de Rodrigo Carvacho Alfaro; LOM, Santiago 2012. Contiene los libros Tonada del transeúnte (1927) y Deshecha rosa (1954), más poemas publicados en distintos diarios y revistas de la primera mitad del siglo XX

### Ensayos
- De la poesía a la revolución, ensayos, Ercilla, Santiago (1938): descargable desde Memoria Chilena
- Imágenes de infancia, memorias, Universitaria, Santiago (1950)
- El árbol siempre verde, ensayos, Zig-Zag, Santiago (1960)
- Historia breve de la literatura chilena, Zig-Zag, Santiago (1964)
- Manual de literatura chilena, UNAM, México (1964)
- Pasé por México un día, ensayo, Zig-Zag, Santiago (1965)
- A pie por Chile, ensayo, Editorial del Pacífico, Santiago (1967). La editorial Catalonia sacó en 2016 una edición ilustrada con fotografías y mapas; además a los 65 artículos originales escogidos por Rojas, se agregaron otros 27
- Viaje al país de los profetas, ensayo, Zlotopioro, Buenos Aires (1969)

### Memorias y crónicas
- Imágenes de infancia y adolescencia, Zig-Zag, Santiago (1983)
- Un joven en la batalla, crónicas, LOM, Santiago (2012)

### Otros
- Chile: 5 navegantes y 1 astrónomo, antología, Zig-Zag, Santiago (1956)
- Los costumbristas chilenos, estudio y selección de Manuel Rojas y Mary Canizzo, Zig-Zag, Santiago (1957)
- Obras completas, Zig-Zag, Santiago (1961)
- Antología autobiográfica, Ercilla, Santiago (1962) (reeditada por LOM, 1995)
- Población Esperanza, obra teatro con Isidora Aguirre; estrenada en 1959
- Obras, Aguilar, Madrid (1973)
- Páginas excluidas, Universitaria, Santiago (1997)
- Conversaciones con Manuel Rojas: entrevistas 1928-1972, editado por Daniel Fuenzalida; Zig-Zag, Santiago (2012)
- La prosa nunca está terminada, reúne una docena de textos dispersos y fragmentos de entrevistas; editado por Andrés Florit, Ediciones UDP, Santiago (2013)

### Discografía
- 1968 - Chile de arriba a abajo, con Ángel Parra
- 1968 - Manuel Rojas en la serie Voz viva de América, UNAM.